# Peter van der Vlag
Peter van der Vlag (født 5. december 1977 i Leeuwarden) er en hollandsk fodboldspiller der spiller for FC Groningen i den hollandske Eredivisie.